# Wim Reus
Wilhelmus Maria (Wim) Reus (Tiel, 4 december 1946 - aldaar, 18 december 2008) was een Nederlands beeldhouwer.

## Leven en werk
Reus was een zoon van een huisarts in Tiel. Na het stedelijk gymnasium volgde hij een opleiding fysiotherapie en werkte tot 1985 als fysiotherapeut. Daarna volgde hij een opleiding tot archivaris en tot 1991 werkte hij bij de Rijksdienst voor de Monumentenzorg. Tegelijkertijd leerde hij steenhouwen bij firma Rijksen in Tiel; hij werkte bij steenhouwerijen in Heusden en Winterswijk.
Als beeldhouwer was Reus autodidact; zelf noemde hij zich steenhouwer met een fascinatie voor geometrische vormen. Hij werkte vooral met marmer, hardsteen en bianco del mare. In zijn werk had hij een mathematische benadering, met strak uitgewerkte geometrische vormen. In veel van zijn vroege werk is een driehoeksrotatie te zien in een bolvormig object. Vanaf 2000 hield hij zich intensief bezig met de dodecaëder en de vijfhoek in combinatie met varianten op de gulden snede.
Reus exposeerde geregeld bij galerie Villa Zomerlust in Eck en Wiel.